# Ophiorrhiza longiflora
Ophiorrhiza longiflora är en måreväxtart som beskrevs av Carl Ludwig von Blume. Ophiorrhiza longiflora ingår i släktet Ophiorrhiza och familjen måreväxter. Inga underarter finns listade i Catalogue of Life.